# Roberto Luongo
Roberto Luongo (* 4. April 1979 in Montreal, Québec) ist ein ehemaliger kanadischer Eishockeytorwart, der im Verlauf seiner aktiven Karriere zwischen 1995 und 2019 unter anderem 1114 Spiele für die New York Islanders, Florida Panthers und Vancouver Canucks in der National Hockey League bestritten hat. Nachdem Luongo im NHL Entry Draft 1997 an vierter Position von den New York Islanders ausgewählt worden war, verbrachte er nur eine Spielzeit in New York. Anschließend lief der Kanadier zwischen 2000 und 2006 für die Florida Panthers auf . Davon gefolgt waren zwischen 2006 und 2014 acht Spielzeiten bei den Vancouver Canucks, mit denen er 2011 das Stanley-Cup-Finale erreichte und dort den Boston Bruins unterlag. Zudem führte er die Canucks zwei Jahre als Kapitän an und wurde mit der William M. Jennings Trophy sowie mit dem Mark Messier Leadership Award geehrt. Im Jahr 2014 kehrte er nach Florida zurück, wo er fünf Jahre später seine Karriere beendete und wo seine Trikotnummer 1 seit März 2020 gesperrt ist. Sowohl bei den Panthers als auch bei den Canucks hält Luongo eine Reihe von Franchise-Rekorden. Darüber hinaus ist er nach Patrick Roy und Martin Brodeur der dritte Torwart der NHL-Geschichte, der mindestens 1000 Spiele in der regulären Saison absolvierte. Seit 2022 ist er Mitglied der Hockey Hall of Fame.
Mit der kanadischen Nationalmannschaft nahm Luongo unter anderem an den Weltmeisterschaften 2003 und 2004 teil und gewann dabei ebenso die Goldmedaille wie beim World Cup of Hockey 2004 sowie den Olympischen Winterspielen 2010 und 2014.

## Karriere

### Anfänge (bis 1995)
Roberto Luongo, der Sohn eines italienischen Immigranten und einer irisch-kanadischen Mutter, begann im Alter von acht Jahren mit dem Eishockeyspielen. Er hegte bereits damals den Wunsch, auf der Position des Eishockeytorwarts zu spielen. Die Familie wohnte in Saint-Léonard, einer Gemeinde in der Umgebung von Montreal. Luongo lernte als Kind fließend Englisch, Französisch und Italienisch. Mit seinem Vater und seinen beiden Brüdern spielte er auch Fußball, ehe er sich für den kanadischen Nationalsport entschied. Während seiner Schulzeit träumte er von einer professionellen Karriere als Eishockeyspieler. Damals spielte er als Feldspieler und wechselte erst später auf die Torhüterposition. Als Vorbild nannte er stets den ehemaligen Torhüter Grant Fuhr. Im Alter von 15 Jahren ging er für Montreal-Bourassa in der QAAA, einer unterklassigen Juniorenliga, aufs Eis.

### Ligue de hockey junior majeur du Québec (1995–1999)
1995 sicherten sich die Foreurs de Val-d’Or aus der kanadischen Juniorenliga Ligue de hockey junior majeur du Québec die Rechte an Luongo: Im „Midget Draft“, dem üblichen Auswahlverfahren der Juniorenliga, welches dem Entry Draft der kanadischen Profiligen entspricht, wählte der Club Luongo an zweiter Position aus. Dadurch wurde er der an höchster Position ausgewählte Torwart in der Geschichte der Liga. In der Saison 1995/96 absolvierte er seine ersten Einsätze für das Team und gewann sechs von 23 Spielen der regulären Saison. Als Stammtorwart der Foreurs de Val-d’Or gewann er mit der Mannschaft in der Saison 1996/97 32 von 60 Begegnungen. Nach Saisonende wurde Luongo mit der Trophée Michael Bossy als hoffnungsvollstes Talent des Jahres ausgezeichnet. Beim NHL Entry Draft 1997 wurde er in der ersten Runde an vierter Position von den New York Islanders ausgewählt. Im Anschluss setzte er seine Karriere bei den Foreurs de Val-d’Or in der Québec Major Junior Hockey League fort.
In der Saison 1997/98 verbesserte er seine Bilanz im Vergleich zur vorhergehenden Saison und beendete sieben von 54 Partien in der regulären Saison ohne Gegentor. Mit sieben Shutouts hält er gemeinsam mit Nick Sanza, Adam Russo und Kevin Poulin den Rekord in der LHJMQ. In den Playoffs gewann er mit der Mannschaft 14 von 17 Begegnungen und errang erstmals in seiner Laufbahn die Coupe du Président, die Meisterschaft der LHJMQ. Im gleichen Jahr nahm er mit dem Team als Meister der LHJMQ am Memorial Cup teil, blieb beim Turnier jedoch erfolglos und beendete es auf dem letzten Platz. Im September 1998 wurde der Torwart ins Trainingslager der New York Islanders eingeladen und fiel dort durch konzentrierte Leistungen sowie eine flinke Fanghand auf. Aufgrund inkonsistenten Leistungen wurde er einen Monat später zu den Junioren geschickt, da Luongo noch zu jung war, um in der American Hockey League zu spielen. Die Saison 1998/99 begann er wie im Vorjahr bei den Foreurs de Val-d’Or. Im Saisonverlauf gaben ihn diese innerhalb der Québec Major Junior Hockey League an die Titan d’Acadie-Bathurst ab. Auch mit den Titan d’Acadie-Bathurst absolvierte Luongo eine erfolgreiche Spielzeit und gewann zum Saisonende 1998/99 zum zweiten Mal in seiner Karriere die Coupe du Président.

### New York Islanders (1999–2000)
Im Januar 1999 unterschrieb Luongo einen Vertrag über drei Jahre im Wert von über 2,5 Millionen US-Dollar bei den New York Islanders. In der Saison 1999/2000 debütierte er für die Lowell Lock Monsters, das damalige Farmteam der New York Islanders, in der American Hockey League. Am 22. November 1999 wurde Luongo in den NHL-Kader der New York Islanders berufen, nachdem sich Wade Flaherty eine Verletzung zugezogen hatte. Wenige Tage später absolvierte Luongo sein erstes Spiel für die Islanders und ließ in der Begegnung gegen die Boston Bruins bei 44 Schüssen einen Gegentreffer zu. Am 27. Dezember 1999 verbuchte Luongo seinen ersten Shutout in der National Hockey League, als er in der Begegnung gegen die Boston Bruins alle 34 Torschüsse parierte. Im Januar 2000 wurde Luongo von General Manager Mike Milbury für sein Verhalten vor dem Spiel gegen die Bruins kritisiert, als er wenige Stunden vor der Begegnung in New York nach einer Wohnung gesucht hatte und im Spiel selber sieben Gegentore einstecken musste. Milbury warf Luongo eine mangelhafte Vorbereitung und fehlende Konzentration für das Spiel vor. Bis zum Saisonende kam Luongo zu 24 Einsätzen für die Islanders in der National Hockey League und erreichte eine Fangquote von 90,4 Prozent. Beim NHL Entry Draft 2000 wählte das Management der New York Islanders an der ersten Gesamtposition den Torwart Rick DiPietro aus. Um im Kader Platz für DiPietro freizumachen, gaben die Islanders noch am selben Tag Roberto Luongo gemeinsam mit Olli Jokinen in einem Transfergeschäft an die Florida Panthers ab.

### Florida Panthers (2000–2006)

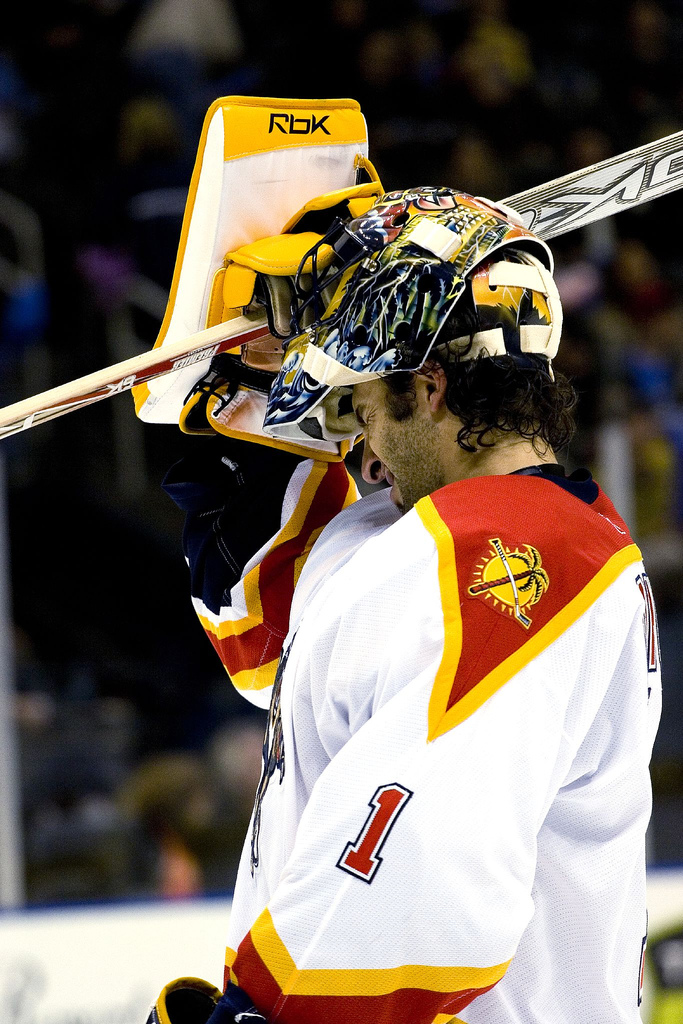
Luongo im Trikot der Florida Panthers

Luongo zeigte sich überrascht von seinem Wechsel nach Florida, da die New York Islanders rund ein Jahr zuvor noch mit ihm als Stammtorhüter geplant hatten. Bei den Panthers bildete er während der Saison 2000/01 ein Torhüterduo mit dem erfahrenen Trevor Kidd. Cheftrainer Terry Murray setzte zu Saisonbeginn Trevor Kidd als Stammtorwart ein, da er über deutlich mehr Erfahrung als Luongo verfügte. In seiner Rookiesaison absolvierte Luongo insgesamt 47 NHL-Spiele für die Panthers und parierte 92 Prozent der Torschüsse. Obwohl er eine Spielzeit zuvor in 24 Begegnungen für die New York Islanders auf dem Eis gestanden hatte, wurde er als Neuling gewertet, da Luongo in der Saison 1999/2000 weniger als 26 Begegnungen in der National Hockey League absolviert hatte. Am 7. April 2001 stellte er in der Begegnung gegen die New York Rangers mit seinem fünften Shutout einen neuen Franchise-Rekord der Florida Panthers für die meisten Spiele in einer Saison ohne Gegentor auf. Luongo beendete seine erste Saison mit den Panthers auf dem zwölften Platz in der Eastern Conference und verpasste die Qualifikation für die Playoffs deutlich. Am 13. September 2001 unterzeichnete er einen neuen Vertrag über vier Jahre bei den Florida Panthers. Im Folgejahr wurde Luongo für das erste NHL YoungStars Game in der Geschichte der National Hockey League nominiert. In der Saison 2001/02 setzte er sich als Stammtorhüter in Florida durch und hütete in 58 Begegnungen das Tor der Panthers. Im März 2002 erlitt er einen Bänderriss im rechten Sprunggelenk und fiel für den Rest der Saison aus.
Zur Saison 2002/03 kehrte Luongo nach seiner Wiedergenesung aufs Eis zurück und setzte sich abermals als Stammtorhüter durch. Im Saisonverlauf kam er zu 65 Einsätzen in der NHL und blieb im März 2003 in 144:51 Minuten in Folge ohne Gegentreffer, was einen Franchise-Rekord bedeutete. Erneut schaffte er mit den Florida Panthers die Qualifikation für die Endrunde nicht. Luongo stellte in der Saison 2003/04 einen NHL-Rekord mit 2303 gehaltenen Schüssen in einer Saison auf. Aufgrund seiner guten Leistungen wurde er für die Vezina Trophy (bester Torhüter) und den Lester B. Pearson Award (bester Spieler) nominiert. Mit einer Fangquote von 93,1 Prozent war er in der Saison 2003/04 der beste Torhüter, der mindestens 50 Begegnungen absolviert hatte. Im Saisonverlauf wurde er in das NHL All-Star Game als Ersatztorhüter der Eastern Conference nominiert. Abermals gelang ihm mit den Florida Panthers die Qualifikation für die Playoffs nicht. Zum Saisonende wurde Luongo ins NHL Second All-Star Team gewählt.
Während der Saison 2004/05, als der Spielbetrieb der National Hockey League durch ein Lockout verhindert wurde, nahm Luongo nicht wie viele andere Spieler ein Engagement in Europa an oder spielte in einer der Minor Leagues. Stattdessen ging für die kanadische Nationalmannschaft beim World Cup of Hockey 2004 und der Eishockey-Weltmeisterschaft 2005 aufs Eis. Nachdem er im August 2005 ein Vertragsangebot der Florida Panthers über fünf Jahre im Wert von rund 25 Millionen US-Dollar abgelehnt hatte, beantragte das Management der Panthers eine Arbitration bei der NHL. Das Schiedsgericht gewährte Luongo einen Kontrakt für ein Jahr im Wert von 3,2 Millionen Dollar. Während der Saison 2005/06 erreichte er als zweiter Torhüter der Franchisegeschichte nach John Vanbiesbrouck die Marke von 100 Siegen während der regulären Saison in der National Hockey League. Mit 35 Saisonsiegen stellte Luongo einen weiteren Rekord der Panthers auf. Im Januar 2006 bot ihm das Management der Florida Panthers einen neuen Fünfjahresvertrag über 30 Millionen US-Dollar an. Luongo lehnte das Angebot jedoch ab, da er eine kürzere Vertragslaufzeit wünschte.

### Vancouver Canucks (2006–2014)

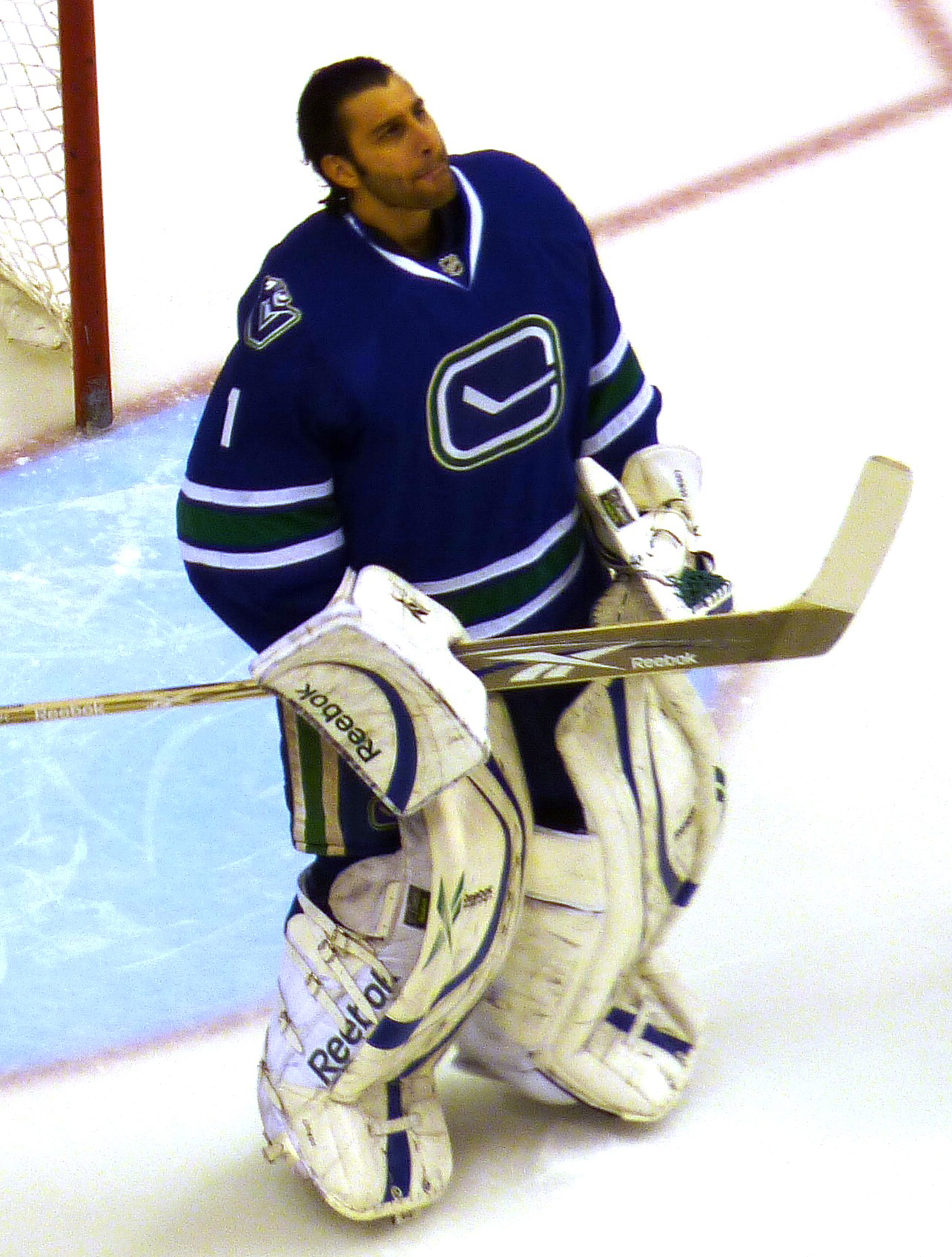
Luongo im Trikot der Vancouver Canucks

Im Juni 2006 wechselte Luongo im Rahmen eines Tauschgeschäfts zu den Vancouver Canucks, zusammen mit Lukáš Krajíček und einem Sechstrundenwahlrecht, wobei die Canucks Torhüter Alex Auld, Todd Bertuzzi und Bryan Allen nach Florida transferierten. Luongo zeigte sich von der Entscheidung der Panthers enttäuscht, ihn nach Vancouver transferiert zu haben, da er nach den Fortschritten in den letzten Tagen doch noch mit einer Einigung über einen neuen Kontrakt in Florida gerechnet hatte. In Vancouver unterschrieb er einen Kontrakt für vier Jahre im Wert von rund 27 Millionen Dollar. Dies verhinderte, dass Luongo nach Ablauf seines Vertrags in Florida im Juli 2006 zu einem Free Agent wurde. Luongo erklärte, dass er mit den Canucks um den Stanley Cup mitspielen möchte, nachdem er in Florida dazu nie die Chance gehabt hatte. In Vancouver waren die Erwartungen an Luongo und die Mannschaft höher gesteckt, als zuvor in Florida und der Einzug in die Playoffs das Ziel. Bei seinem NHL-Debüt für die Canucks führte Luongo das Team zu einem 3:1-Sieg über die Detroit Red Wings. Noch im selben Monat gelang Luongo sein erstes Spiel ohne Gegentor im Trikot der Vancouver Canucks, als er in einer Begegnung gegen die Chicago Blackhawks 32 Torschüsse parierte. Am 9. Januar 2007 wurde er in einer Fanwahl in die Startformation der Western Conference für das NHL All-Star Game nominiert. Wenige Tage später verletzte er sich beim Training, als Luongo einen Puck an den Hals abkriegte und in der Folge eine Nacht in der Intensivstation verbrachte. Am selben Abend nach seiner Entlassung aus dem Krankenhaus kehrte er wieder aufs Eis zurück und beendete das Spiel gegen die Montréal Canadiens ohne Gegentreffer. Im März 2007 brach er mit seinem 39. Saisonsieg der Franchise-Rekord der Vancouver Canucks für die meisten Siege eines Torhüters in einer Saison. Die Saison 2006/07 beendete Luongo mit 47 Siegen, der zweitbesten Bilanz eines Torwarts in der Geschichte der Liga.
In seinem ersten Playoffspiel am 11. April 2007 gegen die Dallas Stars parierte Luongo 72 von 76 Torschüssen und war maßgeblich am Sieg der Canucks beteiligt, die durch ein Tor in der vierten Verlängerung die Begegnung für sich entschieden. Die 76 Torschüsse, die er in dieser Begegnung auf sein Tor erhalten hatte, waren eine neue Bestmarke während der Playoffs in der Geschichte der National Hockey League. In der ersten Runde der Playoffs setzte sich Luongo mit den Canucks in sieben Begegnungen gegen die Dallas Stars durch. Eine Runde später unterlagen die Vancouver Canucks in fünf Spielen den Anaheim Ducks. Im entscheidenden fünften Spiel parierte Luongo 56 Torschüsse der Ducks, ehe Scott Niedermayer mit einem Tor in der zweiten Verlängerung das Ausscheiden der Canucks besiegelte. Zum Saisonende scheiterte er knapp an Martin Brodeur für die Vezina Trophy als bester Torhüter der Saison und an Sidney Crosby für die Hart Memorial Trophy als bester Spieler der Saison und dem Lester B. Pearson Award als wertvollster Spieler der regulären Saison. Im Dezember 2007 gelang Luongo ein Franchiserekord mit drei Shutouts und einer Serie von 210:34 Minuten in Folge ohne Gegentor. Im Januar 2008 wurde er ins Aufgebot für das NHL All-Star Game nominiert, doch Luongo erteilte diesem aus privaten Gründen eine Absage. Zum Saisonende verpasste er mit den Canucks den Einzug in die Playoffs, da sieben der letzten acht Begegnungen der regulären Saison verloren gingen. Vor der Saison 2008/09 ernannte das Management der Vancouver Canucks Roberto Luongo zum Mannschaftskapitän. Luongo bezeichnete seine Ernennung zum Mannschaftskapitän als gewaltige Ehrung und fügte hinzu, dass er sich den Herausforderungen stellen werde. General Manager Mike Gillis erklärte, dass es laut den Regularien der National Hockey League nicht erlaubt sei, dass Luongo das „C“ auf dem Trikot trage und er dürfe auch sein Amt während der Spiele nicht ausüben. Demzufolge wurde er durch die Assistenzkapitäne vertreten. Allerdings ist es den Teams erlaubt einen Torhüter zum Mannschaftskapitän zu benennen.
Im Saisonverlauf trug Luongo das „C“ auf der Torwartmaske, dies geriet nicht mit den Regularien der National Hockey League in Konflikt. Im November 2008 gelangen ihm wie im Vorjahr drei Shutouts in Folge. Im selben Monat fiel er wegen einer Verletzung der Leistenregion vom Spielbetrieb aus. Mitte Januar 2009 kehrte er wieder aufs Eis zurück, nachdem der Torwart 24 Begegnungen verletzungsbedingt verpasst hatte. Noch während seiner Verletzungspause wurde Luongo für das NHL All-Star Game im Januar 2009 ins Team der Western Conference nominiert. Er beendete die Saison 2008/09 mit einer Fangquote von 92 Prozent und neun Begegnungen ohne Gegentor. Mit den Canucks erreichte er nach einem Jahr Absenz wieder die Playoffs. In der ersten Runde besiegte Luongo mit der Mannschaft die St. Louis Blues in vier Spielen, in denen er maßgeblich am Serienerfolg der Canucks beteiligt war und in drei Begegnungen zum Spieler des Spiels gewählt wurde. In der zweiten Runde unterlag er mit den Canucks in sechs Begegnungen gegen die Chicago Blackhawks. Nach dem Scheitern in den Playoffs wurde Luongo für seine Leistungen hart kritisiert, da er im entscheidenden Spiel der Serie sieben Gegentore kassiert hatte und es wurde infrage gestellt, ob die Canucks ihn nicht in einem Tauschgeschäft abgeben würden, da Luongo einer der Topverdiener der Mannschaft ist und mit weit weniger Gehaltsausgaben könnte auch ein ausgeglichenes Torhüterduo finanziert werden. Da in Luongos Vertrag eine No-Trade-Klausel festgeschrieben war, hätten die Canucks den Torhüter nur auf seine Zustimmung hin zu einer anderen Mannschaft transferieren können.
Im Juni 2009 wurde er in einer Fanwahl zum beliebtesten Spieler der Liga gewählt und mit dem Scotiabank/NHL Fan Fav Award ausgezeichnet. Im September 2009 einigte sich Luongo mit dem Management der Vancouver Canucks auf einer Vertragsverlängerung um zwölf Jahre bis 2022. Der Wert des Vertrags beläuft sich auf 64 Millionen US-Dollar und das durchschnittliche Gehalt Luongos beträgt 5,33 Millionen Dollar pro Jahr. Im Vertrag wurde eine Klausel festgesetzt, die es Luongo erlaubt, nach fünf Jahren Vertragslaufzeit uneingeschränkt einen Transfer zu einem anderen Team zu vollziehen. Nach sieben Jahren Vertragslaufzeit besitzen die Canucks die Möglichkeit den Torhüter in einem Tauschhandel an ein anderes Franchise abzugeben. Am 25. Oktober 2009 verbuchte er seinen 21. Shutout im Trikot Vancouver Canucks und übertraf dadurch den bisherigen teaminternen Rekord, den zuvor Kirk McLean mit 20 Spielen ohne Gegentor innegehabt hatte. Im Verlauf der Saison 2009/10 gelang es Luongo sein 50. Spiel in der National Hockey League ohne Gegentor zu beenden. Nach Abschluss der regulären Saison rangierten die Canucks erneut auf dem ersten Platz in der Northwest Division und zogen abermals in die Playoffs ein. Nach einem Erstrundensieg über die Los Angeles Kings scheiterte Luongo mit der Mannschaft – wie im Vorjahr – in den Conference-Halbfinals an den Chicago Blackhawks. Im September 2010 trat Luongo nach zwei Jahren als Mannschaftskapitän der Canucks zurück. Auch in der Saison 2010/11 starteten die Vancouver Canucks als eines der besten Teams ihrer Division, woran Luongo mit seinem guten Leistungen beteiligt war und zum NHL's second star of the month, dem zweitbesten Spieler des Monats der NHL, des Monats Dezember 2010 gewählt wurde. Luongo blieb im Saisonverlauf als Stammtorhüter der Canucks gesetzt, wobei er in einigen Begegnungen durch Cory Schneider vertreten wurde. Am 5. März 2011 gelang es Luongo als 25. Torwart in der Historie den 300. NHL-Sieg zu verbuchen. In den Finalspielen um den Stanley Cup der Saison 2010/11 fiel Luongo vor allem aufgrund seiner starken Leistungsschwankungen auf. Während er in den ersten drei Heimspielen beinahe 98 Prozent aller Schüsse auf sein Tor parierte, hielt der Kanadier in den drei Auswärtsspielen in Boston weniger als 78 Prozent der Schüsse der Bruins. Die Ursachen hierfür sind unbekannt, eine plausible Erklärung für diese außergewöhnlich starken Leistungsunterschiede wurde indes nicht gefunden. Nach der 0:4-Niederlage im siebten Finalspiel gegen die Boston Bruins verpasste Luongo mit den Canucks den erstmaligen Gewinn des Stanley Cup.

### Rückkehr zu den Florida Panthers (2014–2019)
Nacht acht Jahren in Vancouver transferierten die Canucks Luongo am 4. März 2014, einen Tag vor der Trade Deadline, wieder zu den Florida Panthers. Im Gegenzug wechselten der schwedische Torhüter Jacob Markström und Center Shawn Matthias nach Vancouver. Da Luongos Vertrag als großes Hindernis für einen Transfer angesehen wurde, übernahmen die Canucks zudem 15 % seines Gehalts. Im Trikot der Panthers absolvierte er im April 2018 sein 1000. Spiel der regulären Saison in der NHL, ein Meilenstein, der vor ihm nur von  Martin Brodeur (1266) und Patrick Roy (1029) erreicht wurde.
Nach der Beendigung der Saison 2018/19 gab der mittlerweile 40-Jährige Ende Juni 2019 das Ende seiner Karriere als Aktiver bekannt, wobei sein laufender Vertrag noch drei Jahre lang gültig war. Mit seinen insgesamt 489 verzeichneten Siegen platzierte er sich zu diesem Zeitpunkt ebenfalls auf dem dritten Rang hinter Brodeur (691) und Roy (551), wurde jedoch mittlerweile von Marc-André Fleury überholt. In puncto absolvierte Spiele hatte er Patrick Roy derweil mit 1044 Partien noch übertroffen.
Im März 2020 wurde Luongos Trikotnummer 1 von den Florida Panthers gesperrt und wird somit nicht mehr vergeben. Er ist der erste Spieler, dem diese Ehre in der Geschichte des Franchise zuteilwurde. Das Team trug damit nicht nur seinen Leistungen auf dem Eis Rechnung, sondern auch seinem gesellschaftlichen Engagement, beispielsweise nach dem Massaker von Parkland.
Im Jahre 2022 wurde Luongo in die Hockey Hall of Fame aufgenommen, gemeinsam mit seinen langjährigen Teamkollegen Daniel und Henrik Sedin.

### International

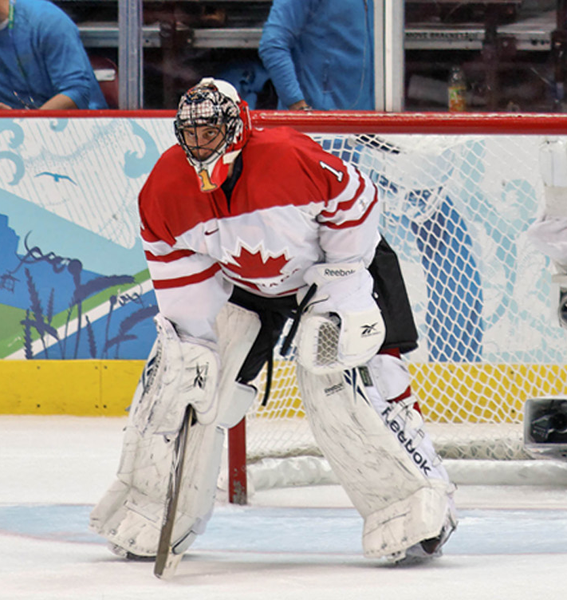
Luongo im Trikot der kanadischen Nationalmannschaft

Luongo vertrat die kanadische Nationalmannschaft erstmals bei der Junioren-Weltmeisterschaft 1998. Als zweiter Torhüter hinter Mathieu Garon kam er zu drei Einsätzen im Turnierverlauf und belegte mit der Mannschaft den achten Platz. Ein Jahr später war er bei der U20-Junioren-Weltmeisterschaft 1999 im Tor der Kanadier als Stammtorhüter gesetzt und beendete zwei von sieben Begegnungen ohne Gegentreffer. Im ersten Spiel gegen die Slowakei hielt er 36 Schüsse und schaffte seinen ersten Shutout. Luongo führte die kanadische Mannschaft ins Finalspiel der Junioren-Weltmeisterschaft und unterlag der russischen Mannschaft mit 2:3 in der Verlängerung. Somit gewann er die Silbermedaille und wurde im Anschluss ins All-Star-Team der Weltmeisterschaft gewählt und als bester Torwart des Turniers ausgezeichnet.
Luongo wurde für die Eishockey-Weltmeisterschaft 2001 ins Aufgebot der kanadischen Auswahl berufen. Im Turnierverlauf kam er zu zwei Einsätzen und eine Gegentorquote von 1,44. Die kanadische Mannschaft beendete die Weltmeisterschaft auf dem fünften Rang. Zwei Jahre später war Luongo bei der Eishockey-Weltmeisterschaft 2003 zunächst als zweiter Torhüter hinter Sean Burke vorgesehen, ehe sich dieser im Halbfinalspiel gegen Tschechien eine Verletzung zuzog, die ihn vom Spielbetrieb ausfallen ließ. Luongo absolvierte die Begegnung in der Vorrunde gegen Lettland und kam in der Zwischenrunde im Spiel gegen die Schweiz zum Einsatz und verbuchte einen Shutout. Nach dem Ausfall Burkes hütete er auch im Finalspiel gegen Schweden das Tor der Kanadier und hatte mit 49 parierten Schüssen maßgeblichen Anteil am Sieg der Kanadier, die durch ein Tor in der Verlängerung mit 3:2 gewannen.

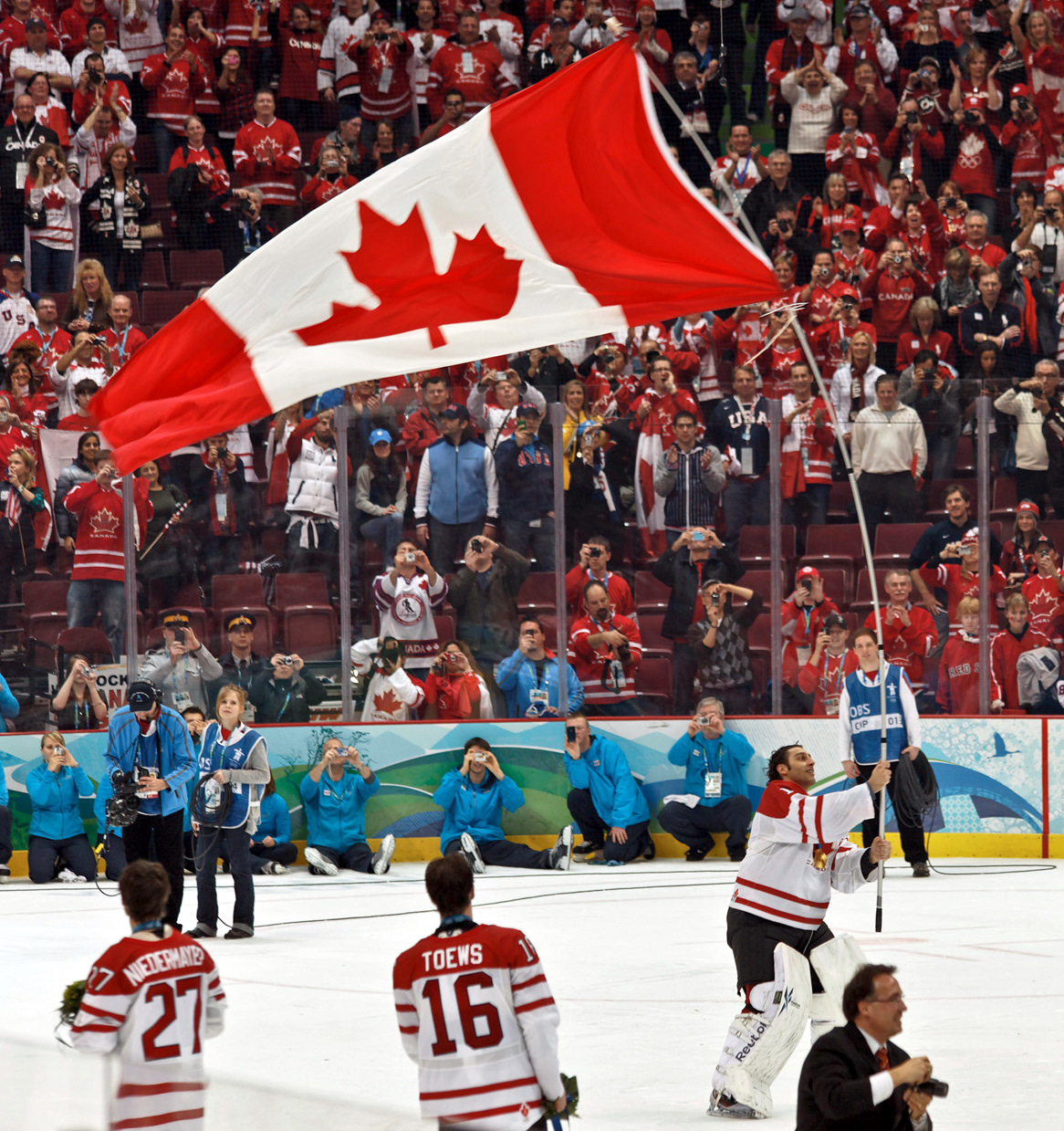
Luongo nach dem Gewinn der olympischen Goldmedaille 2010

Bei der Eishockey-Weltmeisterschaft 2004 war er Stammtorwart und absolvierte sieben Begegnungen von Beginn an. Im Endspiel setzte sich Luongo mit Kanada erneut gegen Schweden durch und gewann zum zweiten Mal in seiner Karriere den Weltmeistertitel. Wenige Monate später vertrat er sein Heimatland beim World Cup of Hockey. Martin Brodeur startete das Turnier als Stammtorhüter, ehe ihn ein verstauchtes Handgelenk zu einer Spielpause zwang und Luongo übernahm die Position als Stammtorhüter für das Halbfinalspiel gegen Tschechien. Fürs Endspiel kehrte Brodeur wieder aufs Eis zurück und setzte sich mit den Kanadiern gegen Finnland durch. Auch bei der Eishockey-Weltmeisterschaft 2005 war er zweiter Torhüter hinter Brodeur. Nachdem er im Gruppenspiel gegen Slowenien einen Shutout verbucht hatte, kam Luongo in der Zwischenrunde beim 3:3-Unentschieden gegen Finnland zu einem weiteren Einsatz, ehe er wieder von seinem Konkurrenten Martin Brodeur bis zum Turnierende von der Stammposition verdrängt wurde. Bei den Olympischen Winterspielen 2006 vertrat Luongo abermals die kanadische Nationalmannschaft. Im Turnierverlauf absolvierte er zwei Begegnungen und stand in den Vorrundenspielen gegen Deutschland und Finnland auf dem Eis.
Auch für das kanadische Aufgebot zu den Olympischen Winterspielen 2010 in Vancouver wurden vor allem Brodeur und Luongo als mögliche Stammtorhüter der kanadischen Nationalmannschaft gehandelt. Am 30. Dezember 2009 wurde er ins Aufgebot des Team Canada berufen und bildete gemeinsam mit Martin Brodeur und Marc-André Fleury das Torhütertrio der Kanadier. Luongo erklärte, dass er jede Rolle in der Mannschaft akzeptieren und dem Team helfen werde, das bestmögliche Resultat zu realisieren. In der ersten Begegnung der Kanadier gelang ihm beim 8:0-Sieg gegen Norwegen ein Shutout. Nachdem Brodeur im Spiel gegen die Vereinigten Staaten nicht überzeugt hatte, wurde Luongo für das nächste Spiel gegen Deutschland in die Startformation nominiert. Diese Position räumte er bis zum Turnierende nicht mehr und setzte sich mit den Kanadiern im Finalspiel mit 3:2 nach Verlängerung gegen die USA durch. 2014 wurde er mit der kanadischen Nationalmannschaft Olympiasieger.

## Spielstil
Luongo spielt im Butterfly-Stil. Dabei lässt er sich auf die Knie fallen und deckt mit den Beinschonern den Außenbereich so weit wie möglich ab. In der Mitte zieht er die Schoner zusammen, um die Lücken zwischen den Beinen abzudecken. Aufgrund dieser Spielweise sind Torhüter dieses Spielstils vor allem für Verletzungen im Bereich der Leistenregion anfällig. Luongo gilt als Torhüter mit schnellen Reflexen, der in engen Spielen als entscheidender Faktor für seine Mannschaft auftritt. Er war seinerzeit einer der Führungsspieler der Vancouver Canucks. Als Schwächen Luongos gelten seine gelegentlichen Konzentrationsschwächen sowie sein mangelhaftes Puck-Handling. Während seiner Juniorenzeit lernte er die Grundlagen des Butterfly-Stils vom Torwarttrainer François Allaire. Dieser lehrte ihn einen aggressiveren Stil und verhalf ihm zu einem besseren Positionsspiel und verbesserten Reaktionsfähigkeiten.
Luongo ist bekannt für seine zu Saisonbeginn eher schwächeren Leistungen, während er sich im Saisonverlauf steigert und gegen Saisonende konstantere Leistungen erbringt. Ryan Kesler lobt Luongo als Spieler mit besonderen Führungsqualitäten sowie seinen Fleiß und Einsatz für die Mannschaft.

## Erfolge und Auszeichnungen
| - 1997 Trophée Michael Bossy - 1998 Coupe-du-Président-Gewinn mit den Foreurs de Val-d’Or - 1999 Coupe-du-Président-Gewinn mit den Titan d’Acadie-Bathurst - 2002 Teilnahme am NHL YoungStars Game - 2004 Teilnahme am NHL All-Star Game - 2004 NHL Second All-Star Team - 2007 Teilnahme am NHL All-Star Game - 2007 Mark Messier Leadership Award des Monats März | - 2007 NHL Second All-Star Team - 2008 Teilnahme am NHL All-Star Game (verletzungsbedingte Absage) - 2009 Teilnahme am NHL All-Star Game - 2011 William M. Jennings Trophy (gemeinsam mit Cory Schneider) - 2015 Teilnahme am NHL All-Star Game - 2016 Teilnahme am NHL All-Star Game - 2020 Sperrung der Trikotnummer 1 durch die Florida Panthers |

### International
| - 1999 Silbermedaille bei der U20-Junioren-Weltmeisterschaft - 1999 All-Star-Team der U20-Junioren-Weltmeisterschaft - 1999 Bester Torhüter der U20-Junioren-Weltmeisterschaft - 2003 Goldmedaille bei der Weltmeisterschaft - 2004 Goldmedaille beim World Cup of Hockey | - 2004 Goldmedaille bei der Weltmeisterschaft - 2005 Silbermedaille bei der Weltmeisterschaft - 2010 Goldmedaille bei den Olympischen Winterspielen - 2014 Goldmedaille bei den Olympischen Winterspielen - 2022 Aufnahme in die Hockey Hall of Fame |

## Karrierestatistik

### International
Vertrat Kanada bei:
| - U20-Junioren-Weltmeisterschaft 1998 - U20-Junioren-Weltmeisterschaft 1999 - Weltmeisterschaft 2001 - Weltmeisterschaft 2003 - Weltmeisterschaft 2004 | - World Cup of Hockey 2004 - Weltmeisterschaft 2005 - Olympischen Winterspielen 2006 - Olympischen Winterspielen 2010 - Olympischen Winterspielen 2014 |

(Legende zur Torhüterstatistik: GP oder Sp = Spiele insgesamt; W oder S = Siege; L oder N = Niederlagen; T oder U oder OT = Unentschieden oder Overtime- bzw. Shootout-Niederlage; Min. = Minuten; SOG oder SaT = Schüsse aufs Tor; GA oder GT = Gegentore; SO = Shutouts; GAA oder GTS = Gegentorschnitt; Sv% oder SVS% = Fangquote; EN = Empty Net Goal; 1 Play-downs/Relegation; Kursiv: Statistik nicht vollständig)

## Sonstiges
Roberto Luongo ist verheiratet und hat zwei Kinder. In seiner Freizeit spielt er unter anderem Golf und Poker. Luongo engagiert sich auch in der Wohltätigkeitsarbeit. So war er Gastgeber eines Benefiz-Golfturniers, dessen Einnahmen einem Kinderkrankenhaus in Montreal und einem Seniorenzentrum gespendet wurden.